# Campofiorito
Campofiorito település Olaszországban, Szicília régióban, Palermo megyében. Lakosainak száma 1134 fő (2023. január 1.). Campofiorito Bisacquino, Chiusa Sclafani, Contessa Entellina, Corleone és Giuliana községekkel határos.

## Népesség
A település népességének változása:
| Lakosok száma | 1293 | 1261 | 1134 |
|               | 2017 | 2018 | 2023 |